# 荒川龙太
荒川龙太（日语：／ Arakawa Ryūta，1994年8月3日—），日本男子赛艇运动员。他曾代表日本参加2018年亚洲运动会赛艇比赛，获得一枚铜牌。他也曾参加2020年夏季奥林匹克运动会。